# Fools First
Fools First è un film muto del 1922 diretto da Marshall Neilan. La sceneggiatura di Marion Fairfax si basa sul racconto omonimo di Hugh MacNair Kahler pubblicato su Saturday Evening Post del 20 novembre 1920. Prodotto dalla Marshall Neilan Productions, il film aveva come interpreti principali Richard Dix, Claire Windsor, Claude Gillingwater.

## Trama
Tommy Frazer, che è cresciuto a Hell's Kitchen, un quartiere povero di New York, viene condannato a una pena detentiva per falsificazione. Quando esce di galera, incontra Ann Whittaker e, in combutta con lei, decide di rapinare la banca dove la donna lavora come impiegata. Ann gli procura delle referenze facendo assumere anche lui, che riesce ispirare fiducia a Denton Drew, il banchiere. In cassa, un giorno viene depositata una somma insolitamente cospicua. Tommy decide di prendere al volo l'occasione e ruba il denaro. Si reca a un appuntamento alla stazione dei treni con Ann, ma scopre che non è in grado di portare a termine il suo piano. I due decidono allora di restituire il denaro ma Tommy deve vedersela con i suoi vecchi complici che sono tornati alla carica. Il deposito, però, si rivela essere un falso; non è stato altro che un test di Drew per mettere alla prova il nuovo impiegato. E quando Tommy confessa, il banchiere si rende conto che l'uomo ha passato l'esame e lo promuove. Tommy e Ann, adesso, intraprendono un nuovo percorso insieme.

## Produzione
Il film fu prodotto dalla Marshall Neilan Productions. Film Daily del 7 febbraio 1922, riportava che il regista Marshall Neilan si era recato a San Francisco per girarvi alcune scene del film.

## Distribuzione
Il copyright del film, richiesto dalla Marshall Neilan Productions, fu registrato il 19 giugno 1922 con il numero LP17992.
Distribuito dalla Associated First National Pictures, il film uscì nelle sale statunitensi presentato in prima a Dallas il 27 maggio 1922.
Non si conoscono copie ancora esistenti della pellicola che viene considerata presumibilmente perduta.